# Terrugem (Sintra)
Terrugem is een plaats en freguesia in de Portugese gemeente Sintra en telt 4617 inwoners (2001). Terrugem heeft sinds 6 april 2011 de status van Vila.